# السرب المهاجم الثامن عشر
 السرب المهاجم الثامن عشر (بالإنجليزية: 18th Aggressor Squadron)‏ هو وحدة تابعة للجناح المقاتل  354، والتي يوجد مقرها في قاعدة ايلسون الجوية في ولاية ألاسكا، وتستخدم طائرات جنرال ديناميكس من طراز إف-16 سي/دي بلوك 30 الطائرات .